# Hsieh Su-wei
Hsieh Su-wei (chiń. upr. 谢淑薇; chiń. trad. 謝淑薇; pinyin Xiè Shúwéi; ur. 4 stycznia 1986 w Kaohsiung) – tajwańska tenisistka, mistrzyni wielkoszlemowych: Wimbledonu 2013, 2019, 2021 i 2023, French Open 2014 i 2023 oraz Australian Open 2024 w grze podwójnej, Australian Open 2024 i Wimbledonu 2024 w grze mieszanej, a także WTA Tour Championships 2013, liderka rankingu WTA deblistek. Jej młodsza siostra Hsieh Yu-chieh i brat Hsieh Cheng-peng również grają w tenisa.

## Kariera zawodowa
Zwyciężczyni trzech turniejów singlowych i trzydziestu deblowych rangi WTA Tour, jednego turnieju rangi WTA 125K series w grze podwójnej oraz dwudziestu siedmiu turniejów cyklu ITF w grze singlowej i dwudziestu trzech w grze deblowej.
W rankingu singlowym najwyżej klasyfikowana na 23. pozycji, miało to miejsce w 25 lutego 2013 roku, a 12 maja 2014 została liderką rankingu deblowego. Reprezentowała Chińskie Tajpej w rozgrywkach Pucharu Federacji od 2003 roku.
W 2002 roku osiągnęła półfinał debla w Dubaju z Angelique Widjają, a dwa lata później w Seulu zaliczyła pierwszy w karierze finał gry podwójnej.
W 2004 roku osiągnęła pierwszy deblowy finał rozgrywek WTA Tour. W Seulu razem z Chuang Chia-jung uległy parze Cho Yoon-jeong–Jeon Mi-ra wynikiem 3:6, 6:1, 5:7.
W lutym 2006 roku osiągnęła półfinał turnieju deblowego w Pattaya, razem z Tamarine Tanasugarn. Zadebiutowała w dwóch imprezach z cyklu Wielkiego Szlema, w Paryżu i Londynie, odpadając w pierwszej rundzie.
We wrześniu 2007 roku wygrała pierwszy turniej w zawodowej karierze, triumfując w grze podwójnej w Pekinie w parze z rodaczką Chuang Chia-jung. Tydzień później w parze z Chuang wygrała w Seulu.
Na początku 2008 grała na kortach Australian Open. Hsieh najpierw przeszła kwalifikacje. W drugiej rundzie turnieju głównego pokonała Austriaczkę Sybille Bammer 6:2, 6:0, rozstawioną w tym turnieju z numerem 19. Pokonała ją w czwartej rundzie Belgijka Justine Henin. Hsieh „urwała” liderce rankingu tenisowego kobiet 4 gemy – przegrała 2:6, 2:6. Po tym turnieju po raz pierwszy w karierze została sklasyfikowana w pierwszej setce rankingu.
W marcu, zagrała w Pacific Life Open w Indian Wells, odpadając w pierwszej rundzie. Podczas Wimbledonu, po pokonaniu Stéphanie Cohen-Aloro w pierwszej rundzie, w drugiej została pokonana przez rozstawioną z „dziewiątką”, Dinarę Safiną. Pod koniec listopada zajmowała 78. pozycję w rankingu, najwyższą w karierze.
Pod koniec stycznia 2009, w Australian Open odpadła w pierwszej rundzie gry pojedynczej oraz w ćwierćfinale gry podwójnej (grając w parze z Peng Shuai). Na początku maja, w Rzymie, odniosła zwycięstwo w turnieju deblowym. Podczas French Open w deblu, wraz z Peng, doszła do 1/2 finału. W październiku wygrała siódmy turniej deblowy w karierze – zawody WTA Premier Mandatory w Pekinie.
4 marca 2012 wygrała swój pierwszy turniej z cyklu WTA w singlu. Triumfowała w rozgrywkach w Kuala Lumpur, zwyciężając dzięki kreczowi Petry Martić przy stanie 2:6, 7:5, 4:1. W czerwcu w parze z Tímeą Babos zwyciężyła w turnieju w Birmingham, pokonując w meczu mistrzowskim najwyżej rozstawione Liezel Huber oraz Lisę Raymond wynikiem 7:5, 6:7(2), 10–8. We wrześniu zwyciężyła 6:3, 5:7, 6:4 z Laurą Robson w finale zawodów singlowych w chińskim Kantonie.
W maju 2013 zwyciężyła w turnieju kategorii WTA Premier 5 w Rzymie. Razem z Peng Shuai pokonały w finale Sarę Errani i Robertę Vinci wynikiem 4:6, 6:3, 10–8. Na przełomie czerwca i lipca triumfowała w wielkoszlemowym Wimbledonie, gdzie razem z Peng Shuai wygrały 7:6(1), 6:1 z parą Ashleigh Barty–Casey Dellacqua. Para odniosła kolejny sukces podczas zawodów w Cincinnati, pokonując w finale Annę-Lenę Grönefeld i Květę Peschke wynikiem 2:6, 6:3, 12–10. We wrześniu debel triumfował w Kantonie, wygrywając w finale z Vanią King i Galiną Woskobojewą 6:3, 4:6, 12–10. Pod koniec sezonu zwyciężyły w turnieju WTA Tour Championships w Stambule. Wygrały w finale z Jekatieriną Makarową oraz Jeleną Wiesniną 6:4, 7:5.
W sezonie 2014 Azjatki wygrały w zawodach w Ad-Dausze, pokonując w ostatnim spotkaniu Květę Peschke i Katarinę Srebotnik wynikiem 6:4, 6:0. Następnie zwyciężyły w Indian Wells, wygrywając z parą Cara Black–Sania Mirza 7:6(5), 6:2. Na przełomie maja i czerwca osiągnęły wielkoszlemowy triumf na kortach French Open. W meczu mistrzowskim pokonały Sarę Errani i Robertę Vinci 6:4, 6:1. W kończącym sezon Turnieju Mistrzyń para przegrała z Carą Black i Sanią Mirzą 1:6, 0:6.
Podczas Australian Open 2018 pokonała w drugiej rundzie walczącą o pierwsze miejsce w rankingu Garbiñe Muguruzę 7:6(1), 6:4. W kolejnym etapie wygrała z Agnieszką Radwańską 6:2, 7:5. Została powstrzymana w czwartej rundzie przez Angelique Kerber 6:4, 5:7, 2:6. Równocześnie brała udział w turnieju gry podwójnej wspólnie z Peng Shuai, dochodząc do półfinału.

## Historia występów wielkoszlemowych
Legenda
     W, wygrany turniej
     F, przegrana w finale
     SF, przegrana w półfinale
     QF, przegrana w ćwierćfinale
     xR, przegrana w x rundzie
     Qx, przegrana w x rundzie kwalifikacji
     A, brak startu
     NH, turniej nie odbył się

### Występy w grze pojedynczej
| Turniej                | 2001 | 2002 | 2003 | 2004 | 2005 | 2006 | 2007 | 2008 | 2009 | 2010 | 2011 | 2012 | 2013 | 2014 | 2015 | 2016 | 2017 | 2018 | 2019 | 2020 | 2021 | 2022 | 2023 | 2024 | Tytuły | Z–P     |  |
| ---------------------- | ---- | ---- | ---- | ---- | ---- | ---- | ---- | ---- | ---- | ---- | ---- | ---- | ---- | ---- | ---- | ---- | ---- | ---- | ---- | ---- | ---- | ---- | ---- | ---- | ------ | ------- |  |
| Australian Open        | A    | Q2   | A    | A    | A    | Q3   | Q2   | 4R   | 1R   | A    | A    | Q2   | 2R   | 1R   | Q1   | 2R   | 2R   | 4R   | 3R   | 1R   | QF   | A    | A    | Q1   | 0 / 10 | 15 – 10 |  |
| French Open            | A    | Q3   | A    | A    | A    | 1R   | 1R   | 1R   | Q1   | A    | A    | 1R   | 1R   | Q1   | Q1   | 2R   | 3R   | 1R   | 2R   | 2R   | 1R   | A    | A    | A    | 0 / 11 | 5 – 11  |  |
| Wimbledon              | A    | Q2   | A    | A    | A    | 1R   | 1R   | 2R   | A    | A    | A    | 3R   | 2R   | 1R   | 2R   | 1R   | 1R   | 4R   | 3R   | NH   | 1R   | A    | Q3   | A    | 0 / 12 | 10 – 12 |  |
| US Open                | A    | Q1   | A    | A    | 1R   | Q3   | Q3   | 2R   | Q1   | A    | A    | 1R   | 2R   | Q1   | Q2   | 1R   | Q3   | 2R   | 2R   | A    | 2R   | A    | A    | A    | 0 / 8  | 5 – 8   |  |
|                        |      |      |      |      |      |      |      |      |      |      |      |      |      |      |      |      |      |      |      |      |      |      |      |      |        |         |  |
| Ranking na koniec roku | 183  | 262  | 653  | 426  | 154  | 140  | 143  | 79   | 318  | 361  | 172  | 25   | 85   | 144  | 107  | 98   | 96   | 28   | 32   | 67   | 106  | –    | 703  | 909  | 0 / 41 | 35 – 41 |  |

### Występy w grze podwójnej
| Turniej                | 2001 | 2002 | 2003 | 2004 | 2005 | 2006 | 2007 | 2008 | 2009 | 2010 | 2011 | 2012 | 2013 | 2014 | 2015 | 2016 | 2017 | 2018 | 2019 | 2020 | 2021 | 2022 | 2023 | 2024 | 2025 | Tytuły | Z–P      |
| ---------------------- | ---- | ---- | ---- | ---- | ---- | ---- | ---- | ---- | ---- | ---- | ---- | ---- | ---- | ---- | ---- | ---- | ---- | ---- | ---- | ---- | ---- | ---- | ---- | ---- | ---- | ------ | -------- |
| Australian Open        | A    | A    | A    | A    | 1R   | 2R   | 1R   | 2R   | QF   | 3R   | QF   | 2R   | 3R   | 2R   | 2R   | 3R   | A    | SF   | 2R   | F    | 2R   | A    | A    | W    | F    | 1 / 18 | 39 – 17  |
| French Open            | A    | A    | A    | A    | A    | A    | 2R   | 1R   | SF   | 1R   | 1R   | 2R   | 2R   | W    | QF   | 1R   | 2R   | 1R   | 3R   | 3R   | 3R   | A    | W    | 2R   | 2R   | 2 / 18 | 31 – 16  |
| Wimbledon              | A    | A    | A    | A    | A    | 1R   | 1R   | 1R   | 1R   | 3R   | 1R   | 3R   | W    | 3R   | QF   | 1R   | 1R   | 3R   | W    | NH   | W    | A    | W    | SF   | F    | 4 / 18 | 44 – 14  |
| US Open                | A    | A    | A    | A    | A    | A    | 1R   | 1R   | 2R   | 2R   | 3R   | SF   | QF   | 3R   | 2R   | A    | 3R   | 3R   | 3R   | A    | QF   | A    | SF   | 1R   |      | 0 / 15 | 27 – 15  |
|                        |      |      |      |      |      |      |      |      |      |      |      |      |      |      |      |      |      |      |      |      |      |      |      |      |      |        |          |
| Ranking na koniec roku | 593  | 199  | 523  | 166  | 135  | 102  | 46   | 53   | 9    | 46   | 35   | 25   | 3    | 5    | 26   | 96   | 32   | 17   | 4    | 1    | 3    | –    | 6    | 7    |      | 7 / 69 | 141 – 62 |

### Występy w grze mieszanej
| Turniej         | 2001 | 2002 | 2003 | 2004 | 2005 | 2006 | 2007 | 2008 | 2009 | 2010 | 2011 | 2012 | 2013 | 2014 | 2015 | 2016 | 2017 | 2018 | 2019 | 2020 | 2021 | 2022 | 2023 | 2024 | 2025 | Tytuły | Z–P     |
| --------------- | ---- | ---- | ---- | ---- | ---- | ---- | ---- | ---- | ---- | ---- | ---- | ---- | ---- | ---- | ---- | ---- | ---- | ---- | ---- | ---- | ---- | ---- | ---- | ---- | ---- | ------ | ------- |
| Australian Open | A    | A    | A    | A    | A    | A    | A    | A    | A    | 1R   | A    | 2R   | QF   | 1R   | SF   | 2R   | A    | A    | A    | 2R   | A    | A    | A    | W    | 2R   | 1 / 9  | 14 – 8  |
| French Open     | A    | A    | A    | A    | A    | A    | A    | A    | 2R   | 2R   | 1R   | A    | 2R   | A    | A    | A    | A    | A    | A    | NH   | A    | A    | 2R   | SF   | A    | 0 / 6  | 7 – 6   |
| Wimbledon       | A    | A    | A    | A    | A    | A    | A    | A    | QF   | 3R   | SF   | QF   | 1R   | A    | A    | A    | A    | A    | 2R   | NH   | A    | A    | A    | W    | QF   | 1 / 8  | 19 – 7  |
| US Open         | A    | A    | A    | A    | A    | A    | A    | A    | SF   | 1R   | A    | 1R   | A    | A    | QF   | A    | A    | A    | 1R   | NH   | A    | A    | 2R   | QF   |      | 0 / 7  | 8 – 7   |
|                 |      |      |      |      |      |      |      |      |      |      |      |      |      |      |      |      |      |      |      |      |      |      |      |      |      |        |         |
|                 |      |      |      |      |      |      |      |      |      |      |      |      |      |      |      |      |      |      |      |      |      |      |      |      |      | 2 / 29 | 46 – 27 |

## Finały turniejów WTA
| Legenda                     | Legenda |
| --------------------------- | ------- |
| Wielki Szlem                |         |
| Igrzyska olimpijskie        |         |
| WTA Tour Championships      |         |
| 1988 – 2008                 |         |
| Kategoria I                 |         |
| Kategoria II                |         |
| Kategoria III               |         |
| Kategoria IV                |         |
| Kategoria V                 |         |
| 2009 – 2020                 |         |
| WTA Premier Mandatory       |         |
| WTA Premier 5               |         |
| WTA Premier                 |         |
| WTA International Series    |         |
| WTA 125K series (2012–2020) |         |
| od 2021                     |         |
| WTA 1000 (obowiązkowe)      |         |
| WTA 1000 (nieobowiązkowe)   |         |
| WTA 500                     |         |
| WTA 250                     |         |
| WTA 125                     |         |

### Gra pojedyncza 3 (3–0)
| Końcowy wynik | Nr | Data             | Turniej      | Nawierzchnia | Przeciwniczka    | Wynik finału        |
| ------------- | -- | ---------------- | ------------ | ------------ | ---------------- | ------------------- |
| Zwyciężczyni  | 1. | 4 marca 2012     | Kuala Lumpur | Twarda       | Petra Martić     | 2:6, 7:5, 4:1 krecz |
| Zwyciężczyni  | 2. | 23 września 2012 | Kanton       | Twarda       | Laura Robson     | 6:3, 5:7, 6:4       |
| Zwyciężczyni  | 3. | 16 września 2018 | Hiroszima    | Twarda       | Amanda Anisimova | 6:2, 6:2            |

### Gra podwójna 54 (35–19)
| Końcowy wynik | Nr  | Data                 | Turniej         | Nawierzchnia  | Partnerka           | Przeciwniczki                              | Wynik finału         |
| ------------- | --- | -------------------- | --------------- | ------------- | ------------------- | ------------------------------------------ | -------------------- |
| Finalistka    | 1.  | 3 października 2004  | Seul            | Twarda        | Chuang Chia-jung    | Cho Yoon-jeong Jeon Mi-ra                  | 3:6, 6:1, 5:7        |
| Finalistka    | 2.  | 6 stycznia 2007      | Auckland        | Twarda        | Shikha Uberoi       | Janette Husárová Paola Suárez              | 0:6, 2:6             |
| Finalistka    | 3.  | 18 lutego 2007       | Bangalore       | Twarda        | Ałła Kudriawcewa    | Chan Yung-jan Chuang Chia-jung             | 7:6(4), 2:6, 9–11    |
| Zwyciężczyni  | 1.  | 23 września 2007     | Pekin           | Twarda        | Chuang Chia-jung    | Han Xinyun Xu Yifan                        | 7:6(3), 6:3          |
| Zwyciężczyni  | 2.  | 30 września 2007     | Seul            | Twarda        | Chuang Chia-jung    | Eleni Daniilidu Jasmin Wöhr                | 6:2, 6:2             |
| Finalistka    | 4.  | 10 lutego 2008       | Pattaya         | Twarda        | Vania King          | Chan Yung-jan Chuang Chia-jung             | 6:4, 6:3             |
| Finalistka    | 5.  | 17 sierpnia 2008     | Cincinnati      | Twarda        | Jarosława Szwiedowa | Marija Kirilenko Nadieżda Pietrowa         | 3:6, 6:4, 8–10       |
| Zwyciężczyni  | 3.  | 14 września 2008     | Bali            | Twarda        | Peng Shuai          | Marta Domachowska Nadieżda Pietrowa        | 6:7(4), 7:6(3), 10–7 |
| Zwyciężczyni  | 4.  | 28 września 2008     | Seul            | Twarda        | Chuang Chia-jung    | Wiera Duszewina Marija Kirilenko           | 6:3, 6:0             |
| Zwyciężczyni  | 5.  | 16 stycznia 2009     | Sydney          | Twarda        | Peng Shuai          | Nathalie Dechy Casey Dellacqua             | 6:0, 6:1             |
| Zwyciężczyni  | 6.  | 9 maja 2009          | Rzym            | Ceglana       | Peng Shuai          | Daniela Hantuchová Ai Sugiyama             | 7:5, 7:6(5)          |
| Zwyciężczyni  | 7.  | 11 października 2009 | Pekin           | Twarda        | Peng Shuai          | Ałła Kudriawcewa Jekatierina Makarowa      | 6:3, 6:1             |
| Zwyciężczyni  | 8.  | 24 września 2011     | Kanton          | Twarda        | Zheng Saisai        | Chan Chin-wei Han Xinyun                   | 6:2, 6:1             |
| Zwyciężczyni  | 9.  | 18 czerwca 2012      | Birmingham      | Trawiasta     | Tímea Babos         | Liezel Huber Lisa Raymond                  | 7:5, 6:7(2), 10–8    |
| Zwyciężczyni  | 10. | 19 maja 2013         | Rzym            | Ceglana       | Peng Shuai          | Sara Errani Roberta Vinci                  | 4:6, 6:3, 10–8       |
| Zwyciężczyni  | 11. | 6 lipca 2013         | Wimbledon       | Trawiasta     | Peng Shuai          | Ashleigh Barty Casey Dellacqua             | 7:6(1), 6:1          |
| Zwyciężczyni  | 12. | 18 sierpnia 2013     | Cincinnati      | Twarda        | Peng Shuai          | Anna-Lena Grönefeld Květa Peschke          | 2:6, 6:3, 12–10      |
| Zwyciężczyni  | 13. | 21 września 2013     | Kanton          | Twarda        | Peng Shuai          | Vania King Galina Woskobojewa              | 6:3, 4:6, 12–10      |
| Zwyciężczyni  | 14. | 27 października 2013 | Stambuł         | Twarda (hala) | Peng Shuai          | Jekatierina Makarowa Jelena Wiesnina       | 6:4, 7:5             |
| Zwyciężczyni  | 15. | 16 lutego 2014       | Doha            | Twarda        | Peng Shuai          | Květa Peschke Katarina Srebotnik           | 6:4, 6:0             |
| Zwyciężczyni  | 16. | 15 marca 2014        | Indian Wells    | Twarda        | Peng Shuai          | Cara Black Sania Mirza                     | 7:6(5), 6:2          |
| Zwyciężczyni  | 17. | 8 czerwca 2014       | French Open     | Ceglana       | Peng Shuai          | Sara Errani Roberta Vinci                  | 6:4, 6:1             |
| Finalistka    | 6.  | 26 października 2014 | Singapur        | Twarda (hala) | Peng Shuai          | Cara Black Sania Mirza                     | 1:6, 0:6             |
| Finalistka    | 7.  | 28 lutego 2015       | Doha            | Twarda        | Sania Mirza         | Raquel Kops-Jones Abigail Spears           | 4:6, 4:6             |
| Zwyciężczyni  | 18. | 26 lutego 2017       | Budapeszt       | Twarda (hala) | Oksana Kalasznikowa | Arina Rodionowa Galina Woskobojewa         | 6:3, 4:6, 10-4       |
| Zwyciężczyni  | 19. | 16 kwietnia 2017     | Biel            | Twarda (hala) | Monica Niculescu    | Timea Bacsinszky Martina Hingis            | 5:7, 6:3, 10–7       |
| Finalistka    | 8.  | 19 sierpnia 2017     | Cincinnati      | Twarda        | Monica Niculescu    | Chan Yung-jan Martina Hingis               | 6:4, 4:6, 7–10       |
| Finalistka    | 9.  | 24 lutego 2018       | Dubaj           | Twarda        | Peng Shuai          | Chan Hao-ching Yang Zhaoxuan               | 6:4, 2:6, 6-10       |
| Zwyciężczyni  | 20. | 17 marca 2018        | Indian Wells    | Twarda        | Barbora Strýcová    | Jekatierina Makarowa Jelena Wiesnina       | 6:4, 6:4             |
| Finalistka    | 10. | 25 sierpnia 2018     | New Haven       | Twarda        | Laura Siegemund     | Andrea Sestini Hlaváčková Barbora Strýcová | 4:6, 7:6(7), 4–10    |
| Finalistka    | 11. | 23 września 2018     | Seul            | Twarda        | Hsieh Shu-ying      | Choi Ji-hee Han Na-lae                     | 3:6, 2:6             |
| Zwyciężczyni  | 21. | 23 lutego 2019       | Dubaj           | Twarda        | Barbora Strýcová    | Lucie Hradecká Jekatierina Makarowa        | 6:4, 6:4             |
| Zwyciężczyni  | 22. | 11 maja 2019         | Madryt          | Ceglana       | Barbora Strýcová    | Gabriela Dabrowski Xu Yifan                | 6:3, 6:1             |
| Zwyciężczyni  | 23. | 23 czerwca 2019      | Birmingham      | Trawiasta     | Barbora Strýcová    | Anna-Lena Grönefeld Demi Schuurs           | 6:4, 6:7(4), 10–8    |
| Zwyciężczyni  | 24. | 14 lipca 2019        | Wimbledon       | Trawiasta     | Barbora Strýcová    | Gabriela Dabrowski Xu Yifan                | 6:2, 6:4             |
| Finalistka    | 12. | 21 września 2019     | Osaka           | Twarda        | Hsieh Yu-chieh      | Chan Hao-ching Latisha Chan                | 5:7, 5:7             |
| Finalistka    | 13. | 3 listopada 2019     | Shenzhen        | Twarda (hala) | Barbora Strýcová    | Tímea Babos Kristina Mladenovic            | 1:6, 3:6             |
| Zwyciężczyni  | 25. | 12 stycznia 2020     | Brisbane        | Twarda        | Barbora Strýcová    | Ashleigh Barty Kiki Bertens                | 3:6, 7:6(7), 10–8    |
| Finalistka    | 14. | 31 stycznia 2020     | Australian Open | Twarda        | Barbora Strýcová    | Tímea Babos Kristina Mladenovic            | 2:6, 1:6             |
| Zwyciężczyni  | 26. | 22 lutego 2020       | Dubaj           | Twarda        | Barbora Strýcová    | Barbora Krejčíková Zheng Saisai            | 7:5, 3:6, 10–5       |
| Zwyciężczyni  | 27. | 28 lutego 2020       | Doha            | Twarda        | Barbora Strýcová    | Gabriela Dabrowski Jeļena Ostapenko        | 6:2, 5:7, 10–2       |
| Zwyciężczyni  | 28. | 20 września 2020     | Rzym            | Ceglana       | Barbora Strýcová    | Anna-Lena Friedsam Raluca Olaru            | 6:2, 6:2             |
| Zwyciężczyni  | 29. | 10 lipca 2021        | Wimbledon       | Trawiasta     | Elise Mertens       | Wieronika Kudiermietowa Jelena Wiesnina    | 3:6, 7:5, 9:7        |
| Zwyciężczyni  | 30. | 16 października 2021 | Indian Wells    | Twarda        | Elise Mertens       | Wieronika Kudiermietowa Jelena Rybakina    | 7:6(1), 6:3          |
| Finalistka    | 15. | 17 listopada 2021    | Guadalajara     | Twarda        | Elise Mertens       | Barbora Krejčíková Kateřina Siniaková      | 3:6, 4:6             |
| Zwyciężczyni  | 31. | 11 czerwca 2023      | French Open     | Ceglana       | Wang Xinyu          | Leylah Fernandez Taylor Townsend           | 1:6, 7:6(5), 6:1     |
| Zwyciężczyni  | 32. | 16 lipca 2023        | Wimbledon       | Trawiasta     | Barbora Strýcová    | Storm Hunter Elise Mertens                 | 7:5, 6:4             |
| Zwyciężczyni  | 33. | 28 stycznia 2024     | Australian Open | Twarda        | Elise Mertens       | Ludmyła Kiczenok Jeļena Ostapenko          | 6:1, 7:5             |
| Zwyciężczyni  | 34. | 16 marca 2024        | Indian Wells    | Twarda        | Elise Mertens       | Storm Hunter Kateřina Siniaková            | 6:3, 6:4             |
| Zwyciężczyni  | 35. | 23 czerwca 2024      | Birmingham      | Trawiasta     | Elise Mertens       | Miyu Katō Zhang Shuai                      | 6:1, 6:3             |
| Finalistka    | 16. | 26 stycznia 2025     | Australian Open | Twarda        | Jeļena Ostapenko    | Kateřina Siniaková Taylor Townsend         | 2:6, 7:6(4), 3:6     |
| Finalistka    | 17. | 22 lutego 2025       | Dubaj           | Twarda        | Jeļena Ostapenko    | Kateřina Siniaková Taylor Townsend         | 6:7(5), 4:6          |
| Finalistka    | 18. | 28 czerwca 2025      | Eastbourne      | Trawiasta     | Maya Joint          | Marie Bouzková Anna Danilina               | 4:6, 5:7             |
| Finalistka    | 19. | 13 lipca 2025        | Wimbledon       | Trawiasta     | Jeļena Ostapenko    | Wieronika Kudiermietowa Elise Mertens      | 6:3, 2:6, 4:6        |

### Gra mieszana 2 (2–0)
| Końcowy wynik | Nr | Data             | Turniej         | Nawierzchnia | Partner       | Przeciwnicy                      | Wynik finału      |
| ------------- | -- | ---------------- | --------------- | ------------ | ------------- | -------------------------------- | ----------------- |
| Zwyciężczyni  | 1. | 26 stycznia 2024 | Australian Open | Twarda       | Jan Zieliński | Desirae Krawczyk Neal Skupski    | 6:7(5), 6:4, 11–9 |
| Zwyciężczyni  | 2. | 14 lipca 2024    | Wimbledon       | Trawiasta    | Jan Zieliński | Giuliana Olmos Santiago González | 6:4, 6:2          |

## Finały turniejów WTA 125K series

### Gra pojedyncza 1 (0–1)
| Końcowy wynik | Nr | Data              | Turniej | Nawierzchnia | Przeciwniczka  | Wynik finału |
| ------------- | -- | ----------------- | ------- | ------------ | -------------- | ------------ |
| Finalistka    | 1. | 12 listopada 2017 | Hua Hin | Twarda       | Belinda Bencic | 3:6, 4:6     |

### Gra podwójna 1 (1–0)
| Końcowy wynik | Nr | Data              | Turniej  | Nawierzchnia | Partnerka      | Przeciwniczki            | Wynik finału |
| ------------- | -- | ----------------- | -------- | ------------ | -------------- | ------------------------ | ------------ |
| Zwyciężczyni  | 1. | 25 listopada 2017 | Honolulu | Twarda       | Hsieh Shu-ying | Eri Hozumi Asia Muhammad | 6:1, 7:6(3)  |

## Występy w Turnieju Mistrzyń

### W grze podwójnej
| Rok  | Rezultat              | Partnerka        | Przeciwniczki                                                                                             | Wynik                                  |
| 2013 | Zwycięstwo            | Peng Shuai       | Jekatierina Makarowa Jelena Wiesnina                                                                      | 6:4, 7:5                               |
| 2014 | Finał                 | Peng Shuai       | Cara Black Sania Mirza                                                                                    | 1:6, 0:6                               |
| 2019 | Finał                 | Barbora Strýcová | Tímea Babos Kristina Mladenovic                                                                           | 1:6, 3:6                               |
| 2021 | Finał                 | Elise Mertens    | Barbora Krejčíková Kateřina Siniaková                                                                     | 3:6, 4:6                               |
| 2023 | Zawodniczki rezerwowe | Wang Xinyu       | nie wystąpiły                                                                                             | nie wystąpiły                          |
| 2024 | Faza grupowa          | Elise Mertens    | Nicole Melichar-Martinez Ellen Perez Ludmyła Kiczenok Jeļena Ostapenko Kateřina Siniaková Taylor Townsend | 6:1, 1:6, 6–10 6:1, 6:3 6:3, 3:6, 8–10 |

## Występy w Turnieju WTA Tournament of Champions/WTA Elite Trophy

### W grze pojedynczej
| Rok  | Rezultat                              | Przeciwniczka                                       | Wynik                                 |
| 2012 | Faza grupowa                          | Caroline Wozniacki Roberta Vinci Daniela Hantuchová | 2:6, 2:6 1:6, 2:6 6:1, 0:6, 6:4       |
| 2018 | Zawodniczka rezerwowa (nie wystąpiła) | Zawodniczka rezerwowa (nie wystąpiła)               | Zawodniczka rezerwowa (nie wystąpiła) |

## Występy w igrzyskach olimpijskich

### Gra pojedyncza
| Runda                                                                              | Przeciwniczka     | Wynik            |  |
| ---------------------------------------------------------------------------------- | ----------------- | ---------------- |  |
|                                                                                    |                   |                  |  |
| Letnie Igrzyska Olimpijskie w Londynie 2012, reprezentując państwo Chińskie Tajpej |                   |                  |  |
| I runda                                                                            | Chiny: Peng Shuai | 3:6, 7:6(3), 5:7 |  |

### Gra podwójna
| Runda                                                                              | Partnerka        | Przeciwniczki                                       | Wynik            |
| ---------------------------------------------------------------------------------- | ---------------- | --------------------------------------------------- | ---------------- |
|                                                                                    |                  |                                                     |                  |
| Letnie Igrzyska Olimpijskie w Londynie 2012, reprezentując państwo Chińskie Tajpej |                  |                                                     |                  |
| I runda                                                                            | Chuang Chia-jung | Indie: Rushmi Chakravarthi / Sania Mirza            | 6:1, 3:6, 6:1    |
| II runda                                                                           | Chuang Chia-jung | Włochy: Flavia Pennetta / Francesca Schiavone [7]   | 6:7(3), 7:5, 6:4 |
| Ćwierćfinał                                                                        | Chuang Chia-jung | Czechy: Andrea Hlaváčková / Lucie Hradecká [4]      | 3:6, 4:6         |
|                                                                                    |                  |                                                     |                  |
| Letnie Igrzyska Olimpijskie w Paryżu 2024, reprezentując państwo Chińskie Tajpej   |                  |                                                     |                  |
| I runda                                                                            | Tsao Chia-yi     | Rumunia: Irina-Camelia Begu / Monica Niculescu [PR] | 7:6(2), 7:5      |
| II runda                                                                           | Tsao Chia-yi     | Ukraina: Marta Kostiuk / Dajana Jastremśka          | walkower         |
| Ćwierćfinał                                                                        | Tsao Chia-yi     | Czechy: Karolína Muchová / Linda Nosková            | 6:1, 4:6, 12–14  |

## Finały juniorskich turniejów wielkoszlemowych

### Gra podwójna (1)
| Końcowy wynik | Rok  | Turniej     | Nawierzchnia | Partnerka            | Przeciwniczki                        | Wynik finału |
| Finalistka    | 2002 | French Open | Ceglana      | Swietłana Kuzniecowa | Anna-Lena Grönefeld Barbora Strýcová | 5:7, 5:7     |